# Ancylomenes pedersoni
Ancylomenes pedersoni (Chace, 1958) è un gambero della famiglia Palaemonidae.

## Distribuzione e habitat
Oceano Atlantico occidentale, isole caraibiche, fino a 20 m di profondità.

## Descrizione
Presenta un corpo trasparente con sfumature blu-violacee e lunghe antenne bianche; non è confondibile con altre specie. Non supera i 3 cm.

## Biologia

### Comportamento
Come diverse altre specie della famiglia Palaemonidae, vive in associazione con dei celenterati, in particolare Condylactis gigantea, Bartholomea lucida, Bartholomea annulata e Lebrunia danae.

### Alimentazione
Si nutre dei parassiti esterni dei pesci.